# Imperia megye
Imperia megye (olaszul: Provincia di Imperia, ligur nyelven Pruvinsa de Impeia) a Liguria régió egyik megyéje. Lakosainak száma 222 273. Északon Piemonttal (Cuneo megye), keleten Savona megyével, nyugaton Franciaországgal, délen a Ligur-tengerrel határos.
Székhelye Imperia (kb. 41 500 lakos) Trapani és Caltanissetta megyék mellett a harmadik olyan olasz megye, ahol a székhely nem a legnépesebb város. Imperiát lakosságszám tekintetében a megyében Sanremo előzi meg (kb. 56 000 lakos).

## Gazdasága

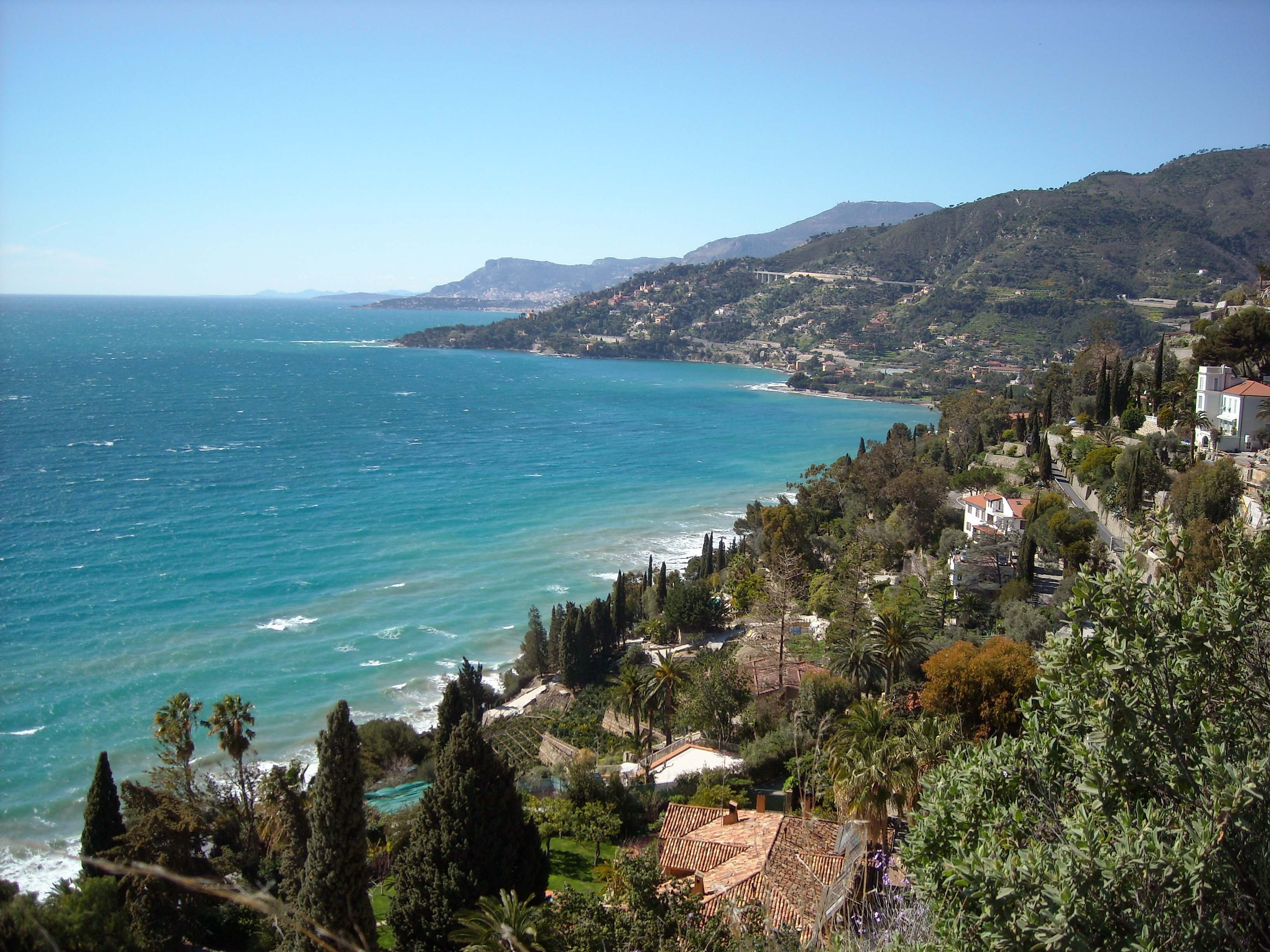
Ventimiglia tengerpartja

A megye gazdasága elsősorban az idegenforgalmon alapul. Mezőgazdasága legfőképpen három termékre koncentrál: a virágtermesztésre a Ventimiglia és Sanremo közti területen; a bortermelésre, és az olivatermesztésre. A hegyekben pásztorkodás folyik. Az ipar Imperiában és Ventimigliaban jelentős, és leginkább az élelmiszer és építőipar fontos. A szolgáltatóipar Imperiaban, Sanremoban és Ventimigliaban fejlett.

## Fordítás
- Ez a szócikk részben vagy egészben  a   Provincia di Imperia című olasz Wikipédia-szócikk fordításán alapul.  Az eredeti cikk szerkesztőit annak laptörténete sorolja fel. Ez a jelzés csupán a megfogalmazás eredetét és a szerzői jogokat jelzi, nem szolgál a cikkben szereplő információk forrásmegjelöléseként.